# Jüdische Gemeinde Baudrecourt
Eine Jüdische Gemeinde in Baudrecourt, einer französischen Gemeinde im Département Moselle in der Region Grand Est (bis 2015 Lothringen), bestand bereits im 18. Jahrhundert.

## Geschichte
Im Jahr 1772 zählte die jüdische Gemeinde von Baudrecourt 13 Familien und das Dorf hatte insgesamt nur 40 Häuser. Die Synagoge befand sich mitten im Dorf, hinter der Grotte Notre-Dame de Lorette. Große Steine auf einem Privatgrundstück sind die Reste des Gebäudes. Die jüdische Gemeinde gehörte seit 1808 zum israelitischen Konsistorialbezirk Metz.